# (32874) 1993 FJ48
1993 أف جاي 48 (ويعرف أيضًا باسم (32874) 1993 أف جاي 48 وفق تسمية الكوكب الصغير) (بالإنجليزية: 1993 FJ48)‏؛ هو كويكب ضمن حزام الكويكبات.
اكتُشف هذا الجُرم الفلكي بواسطة مسح أوبسالا-إسو للكويكبات والمذنبات ‏ في 19 مارس 1993، وترتيبه 32874 من حيث الاكتشاف.

## الوصف
اكتُشف 328741993FJ في 19 مارس 1993 في مرصد لاسيلا، الواقع في صحراء أتاكاما، إقليم كوكيمبو في تشيلي، بواسطة مشروع مسح أوبسالا-إسو للكويكبات والمذنبات ‏ (بالإنجليزية: Uppsala–ESO Survey of Asteroids and Comets)‏ UESAC. وقد رصد المشروع 1,022 مشاهدة للكويكب إلى غاية 5 فبراير 2022 بتوقيت منطقة المحيط الهادئ، أي في مدة قدرها 22,405 يومًا (61.4 عام). تستغرق الفترة المدارية للكويكب 1,830 يومًا (5 عام).

## الخصائص المدارية
يتميز مدار هذا الكويكب بنصف محور رئيسي يبلغ 2.93 وحدة فلكية، وحضيض قدره 2.82 وحدة فلكية، وانحراف قدره 0.0356 وزاوية ميلان 1.4 درجة بالنسبة لمسار الشمس. بسبب هذه الخصائص، أي نصف المحور الرئيسي بين 2 و3.2 وحدة فلكية وحضيض أكبر من 1,666 وحدة فلكية، يُصنف هذا الجُرم الفلكي وفقًا لقاعدة بيانات مختبر الدفع النفاث لأجرام النظام الشمسي الصغيرة كائنًا من حزام الكويكبات الرئيسي.

## وصلات خارجية
- (32874) 1993 FJ48 في قاعدة بيانات مختبر الدفع النفاث لأجرام النظام الشمسي الصغيرة

- الاكتشاف · مخطط المدار ·  العناصر المدارية · المعلمات المادية

- (32874) 1993 FJ48 على موقع ويكي سكاي: DSS2, SDSS, GALEX, IRAS, Hydrogen α, X-Ray, Astrophoto, Sky Map, Articles and images